# هنري يموان (دراج)
هنري يموان (بالفرنسية: Henri Lemoine)‏ هو دراج فرنسي، ولد في 18 يونيو 1909 في ماسي (فرنسا) في فرنسا، وتوفي في 21 سبتمبر 1991 في مونتروج في فرنسا.

## وصلات خارجية
- هنري يموان على موقع أرشيف الدراجات (الإنجليزية)
- هنري يموان على موقع إحصائيات الدراجات الإحترافية (الإنجليزية)
- هنري يموان على موقع أوليمبيديا (الإنجليزية)